# Beleg van Syracuse (868)
Het Beleg van Syracuse in 868 werd uitgevoerd door de Aghlabiden tegen Syracuse op Sicilië, toen een bezit van het Byzantijnse Rijk, tijdens de islamitische verovering van Sicilië. Tijdens het beleg versloegen de Aghlabiden een Byzantijnse vloot die de stad te hulp kwam. Omdat de belegering er niet in slaagde de stad in te nemen, namen de Aghlabiden hun toevlucht tot het plunderen van het omliggende platteland voordat ze zich terugtrokken. Een decennium later veroverden de Aghlabiden eindelijk de stad na de belegering van 877-878.